# تفاح شجيري
تفاح شجيري (الاسم العلمي:Malus frutescens) هو نوع غير مؤكد من النباتات يتبع جنس التفاح من الفصيلة الوردية.